# Hygenhund
Hygenhund – rasa psa, należąca do grupy psów gończych i posokowców, sekcji psów gończych. Podlega próbom pracy.

## Rys historyczny
Rasę stworzył w XIX wieku Norweg F. Hygen przez krzyżowanie niemieckich gończych hölsteiner z gończymi skandynawskimi.
Psy te wykorzystywane są do polowań na drobną zwierzynę, ale polują jedynie z właścicielem.

## Wygląd
Głowa o kształcie klina, z zaostrzoną kufą i odstającymi na bok uszami. Krótki, zwięzły tułów, głęboka klatka piersiowa i dobrze wysklepione palce.
Szata prosta i gęsta. 
Umaszczenie najczęściej ciemnożółte z białymi znakami. Może być też czerwono i czarno-palono-białe. 

## Zachowanie i charakter
Żywy i radosny, bardzo wytrzymały.